# Poltár
Poltár er en by og kommune i distriktet Poltár i regionen Banská Bystrica i det sydlige Slovakiet, ved bredden af floden Ipeľ. Den ligger kun 250 kilometer fra den slovakiske hovedstad Bratislava. Byen har et areal på 30,53  km² og en befolkning på 5.333(2021) indbyggere.

## Eksterne links
- Officiel hjemmeside

- Wikimedia Commons har flere filer relateret til Poltár